# Den protestantiske etik og kapitalismens ånd
Den protestantiske etik og kapitalismens ånd (tysk: Die protestantische Ethik und der Geist des Kapitalismus) er en bog skrevet 1904-05 af den tyske sociolog, økonom og jurist Max Weber, og oversat til engelsk af den amerikanske sociolog Talcott Parsons i 1930 og til dansk af retorikeren Christian Kock i 1972. Bogen anses som grundlægger af den økonomiske sociologi, og generelt som en milepæl inden for sociologi.
I bogen beskriver Weber, hvordan kapitalismens fremkomst i det 16. og 17. århundrede i Nordeuropa hang sammen med protestantisk, især calvinistisk etik, idet troen gav store dele af denne egns befolkninger en anden og mere religiøs tilgang til arbejdet, og motiverede mange til at starte virksomheder og give sig i kast med handel og investeringer. På denne måde blev protestantismens arbejdsetik en vigtig, omend hverken styret eller koordineret, magtfaktor bag fremkomsten af moderne kapitalisme. Den protestantiske tro, hævder Weber, var gennem sin understregning af værdier som individuel tro og ansvar, metodisk, selvdisciplineret og asketisk livsførelse og opfattelsen af arbejdet som et kald med til at skabe det åndelige grundlag for rationel kapitalistisk virksomhed.
Weber gennemgår i bogen forskellige protestantiske trosretninger, nemlig foruden calvinister også lutheranere, pietister, metodister, baptister og kvækere, samt den herrnhutiske brødremenighed.
I 1998 placerede den internationale sociologiske forening bogen som nummer 4 blandt det 20. århundredes vigtigste sociologiske bøger, efter Webers Wirtschaft und Gesellschaft fra 1921, C. Wright Mills' The Sociological Imagination fra 1959 og Robert K. Mertons Social Theory and Social Structure fra 1949. Det er den ottende-mest citerede samfundsvidenskabelige bog udgivet før 1950.

## Indhold
Indholdsfortegnelse fra den danske udgave 1995, samt emneord:
Efter socialismens sammenbrud findes der ikke længere en utopisk forståelsesform, der peger ud over kapitalismen. Lågen til jernburet er blevet smækket i med en sådan kraft, at vi snart ikke længere er i stand til at se, hvor vi sidder. Vi har ifølge Weber opbygget et vældigt moderne økonomisk system som bestemmer det enkelte menneskes livsmåde, hvad enten det vil det eller ej, indtil det sidste ton fossile brændstof er gennemglødet. – Dengang Weber skrev sit værk, var tanken om det sidste ton fossile brændstof forbeholdt de få. Men i dag er det almen viden. På trods af dette forhold ændrer vi ikke vor levevis radikalt. Weber giver den teoretiske begrundelse. Vi er spundet ind i den forståelsesform, som fører til katastrofen. Webers storhed består deri, at han for snart hundrede år siden skrev et værk, som har en sådan aktualitet, at det burde skrives i dag, hvis det ikke allerede hørte til vore klassikere.
- Del 1. Problemet
I. Religion og social lagdeling
II. Kapitalismens "ånd"
III. Luthers kaldstanke. Undersøgelsens opgave
- Del 2.  Den asketiske protestantismes kaldsetik
IV. Det religiøse grundlag for den verdslige askese
A. Calvinisme
Prædestination; uddrivelse af magi; verdens rationalisering; visheden om frelse; lutheranisme og calvinisme; katolicisme og calvinisme; munkeliv og puritanisme; den etiske livsførelses metodik; bevistanken.
B. Pietisme
Betoning af det følelsesmæssige; Spener; Francke; Zinzendorf; tyske pietister.
C. Metodisme
Emotionel religiøsitet og asketisk etik
D. Døberbevægelsen
Baptister og kvækere; ikke kirke, men sekt; verdslig askese; livsførelsens rationalisering inden for verden.
V. Askese og kapitalistisk ånd
Richard Baxter; arbejde som asketisk middel; profittens retfærdiggørelse; jødisk og puritansk kapitalisme; puritanisme og kultur; asketisk sparetvang og kapitaldannelse; askesens og rigdommens paradoks; at tjene begge verdener; borgerlig kapitalistisk etik; kapitalismens jernbur.

I bogens første del tager Weber udgangspunkt i Luthers kaldstanke, forestillingen om at det verdslige hverdagsarbejde, uanset art, har religiøs betydning som det enkelte individs måde at behage Gud og være en god kristen, og dermed skaffe sig adgang til nåden og paradiset. Hos calvinisterne udvikledes ideen om prædestination, det at det enkelte individs skæbne som frelst eller fortabt er afgjort af Gud på forhånd, og denne forestilling fik calvinisterne, og deres sidestykke i den angelsaksiske verden puritanerne, til at lægge deres kræfter i at virke i samfundet, idet det ikke længere for dem var paradiset i sig selv, men livet i denne verden, som var tilværelsens egentlige mål.

Disse calvinistiske og puritanske bestræbelser på at gøre gode gerninger her på jorden førte til, i kombination med asketisk livsførelse og forkastelse af nydelsen og hedonismen, at disse mennesker ofte samlede sig formuer, kapital, som de nu kunne bruge til yderligere forretninger og investering, i stedet for at bruge pengene på sig selv. På denne måde voksede en kapitalisme frem, som havde rod i protestantismens etik, men som udviklede sig til at blive til "en borgerlig dyd for kapitalisten at forøge sin kapital og indtjening", og Weber citerer i den forbindelse den amerikanske 1700-tals politiker og forretningsmand Benjamin Franklin:
 Husk, at tid er penge. Den, der kan tjene ti shillings om dagen ved sit arbejde, men vandrer omkring, eller sidder ørkesløs hen, halvdelen af dagen, skønt han kun bruger sixpence ved sin adspredelse eller ørkesløshed, han bør ikke anse dette for den eneste udgift; i virkeligheden har han brugt eller snarere bortkastet, fem shillings tillige.
Husk at kredit er penge. Hvis en mand lader sine penge ligge i mine hænder, efter at de skulle være betalt, så giver han mig renter, eller så meget som jeg nu kan få ud af dem i løbet af den tid. Dette beløber sig til en betragtelig sum, når en mand har en god og stor kredit og gør god brug af den.
Husk, at penge er frodige og avledygtige. Penge kan avle penge, og dem de avler kan avle flere, og så videre. Fem shillings omsat er seks, omsat igen er det syv shillings og tre pence, og så videre, indtil de bliver til hundrede pund. Jo flere der er af dem, desto mere frembringer de ved hver omsætning, så fortjenesterne stiger hurtigere og hurtigere. Den, der dræber en avledygtig so udsletter alt dens afkom i tusind led. Den der myrder en krone, udsletter alt hvad den måtte have frembragt, ja snesevis af pund.

Weber bemærker, at denne formulering af kapitalismens "ånd", som Franklin selv tilskrev en åbenbaring fra Gud,:9–12 ikke i Franklins optik er udtryk for grådighed, nydelse og hedonisme, men blot udtryk for, at man er dygtig til sin gerning.